# Mirwais Ahmadzaï
Mirwais Ahmadzai (Lausanne, 1960. október 23. –) leginkább egyszerűen csak Mirwais-ként ismerik, Párizsban élő – producer és zeneszerző. Svájcban született afgán apa és olasz anya gyermekeként.
Mirwais vezető a francia progresszív elektronikus dance zenében. Korábban tagja volt a már megszűnt '80-as évekbeli Taxi Girl nevű formációnak, később Madonna újra felfedezte a késői '90-es években egy demó elküldése után (Maverick Records).
A Sonyhoz szerződött egy amerikai album a Production miatt, melyen szerepel a Madonnával közösen készített Paradise (Not For Me) szám is. Két klub slágere is megjelent a Disco Science és a Naïve Song. Előbbi többek között feltűnt a Guy Ritchie által rendezett Blöff című filmben is.
1996-ban közreműködött egy quebeci énekes Carole Laure elektro-orientált albumának készítésében, melynek címe Sentiments Naturels volt.
Madonna felkérte, hogy vegyen részt szerzőként és producerként utolsó három stúdióalbumának Music, American Life és a Confessions on a Dance Floor munkálataiban.
A következő dalokban vett részt a Music és az American Life albumokról: Impressive Instant, Don’t Tell Me, Hollywood, Nobody Knows Me (ez Madonna egyik személyes kedvence, amit Mirwais remixelt, emlékezetesen előadva Madonna 2004-es Re-Invention World Tour című turnéján.) A szám megtalálható az I’m Going to Tell You a Secret live CD/DVD-n), Love Profusion, Nothing Fails és Paradise (Not for Me). A Confessions on a Dance Floor albumról, a Mirwais által készített Future Lovers című számot használta Madonna a 2006-os Confessions Tour nyitásaként.
Részt vett a "James Bond: Halj meg máskor" című film címadó dalának írásában is, amelynek Madonna az előadója és társszerzője volt.
Közreműködött egy francia tv-sorozat a Clara Sheller zenéjében is.